# 벌초 언드라시
벌초 언드라시(헝가리어: Balczó András, 1938년 8월 16일~)는 헝가리의 근대5종 선수이다. 근대5종 역사상 가장 위대한 선수 중 한 명으로 1960년, 1968, 1972년 하계 올림픽에 참가하여 금메달 3개, 은메달 2개를 획득했다. 그는 1960년 올림픽 개인전에서 4위를 한 것을 제외하고 출전한 모든 올림픽 종목에서 메달을 획득하였다.
1966년, 1969년, 1972년 헝가리 올해의 스포츠인으로 선정되었으며, 그가 속했던 근대5종 대표팀은 헝가리 올해의 팀으로 다수 선정되었다. 1972년에는 소련 정부로부터 다른 외국인 선수 8명과 함께 소련 공훈 체육 명인 칭호를 받았다.